# Валли, Фрэнки
Фрэ́нки Ва́лли (англ. Frankie Valli, наст. имя Francesco Stephen Castelluccio; род. 3 мая 1934) — американский певец, наиболее известный как фронтмэн вокальной поп-группы The Four Seasons и обладатель мощного фальцета.

## Биография
Диапазон голоса Валли — три с половиной октавы. На фальцет со своего «природного» баритона он может переходить без обычного для певцов фальцетом разрыва. Когда по совету продюсера Боба Крю использовать эту способность певца участник The Four Seasons Боб Гаудио написал песню «Sherry», к группе пришёл большой успех — в конце лета 1962 года «Sherry» возглавила американский национальный чарт. Приблизительно в это время (по другим данным, в 1964 году) Гаудио и Валли скрепили рукопожатием неофициальное соглашение всегда делить свои доходы между собой пополам. С тех пор, они работали вместе над многими проектами и вот уже много десятков лет вне зависимости от того, кто из них зарабатывает, эту договорённость соблюдают.
В середине 1960-х, оставаясь участником группы, Валли начал сольную карьеру. Триумфа он достиг с песней «Can’t Take My Eyes Off You», которая по итогам 1967 года была номинирована на «Грэмми», а сингл с неё был сертифицирован золотым за продажи в более чем миллионе экземпляров. Она оставалась единственным сольным золотым успехом певца вплоть до 1976 года, когда «My Eyes Adored You» возглавила «горячую сотню» «Билборда». А в 1978 году певец записал написанную Барри Гиббом титульную песню для фильма-мюзикла «Бриолин». Сингл с ней стал платиновым.
В 1967 году певцу был поставлен диагноз «отосклероз». Врачи сказали ему, что рано или поздно он оглохнет. В какой-то период он стал слышать так плохо, что на концертах едва мог расслышать музыку. Его карьере мог наступить конец, но в конце 1970-х почти чудом серией операций его слух удалось восстановить.
На сегодняшний день Фрэнк Валли продолжает записывать диски и выступать с концертами.

## Дискография

### Синглы
См. статью «List of U.S. singles by Frankie Valli and The Four Seasons» в англ. разделе.

### Альбомы
Список альбомов, выпущенных Фрэнком Валли с группой The Four Seasons, см. в секции «The Four Seasons § Discography» в англ. разделе.
| Название                                 | Подробнее                                                                                             | Чарты |
| Название                                 | Подробнее                                                                                             | US    |
| ---------------------------------------- | --- | ----- |
| The 4 Seasons Present Frankie Valli Solo | - Выпущен: июнь 1967 - Лейбл: Philips - Кат. номер(а): 200-247 (моно) / 600-247 (стерео)              | 34    |
| Timeless                                 | - Выпущен: июль 1968 - Лейбл: Philips - Кат. номер(а): 600-274                                        | 176   |
| Closeup                                  | - Выпущен: февраль 1975 - Лейбл: Private Stock - Кат. номер(а): PS 2000                               | 51    |
| Inside You                               | - Выпущен: сентябрь 1975 - Лейбл: Motown - Кат. номер(а): M6-852S1                                    | —     |
| Our Day Will Come                        | - Выпущен: ноябрь 1975 - Лейбл: Private Stock - Кат. номер(а): PS 2006                                | 107   |
| Valli                                    | - Выпущен: сентябрь 1976 - Лейбл: Private Stock - Кат. номер(а): PS 2017                              | —     |
| Lady Put the Light Out                   | - Выпущен: ноябрь 1977 - Лейбл: Private Stock - Кат. номер(а): PS 7002                                | —     |
| Frankie Valli... Is the Word             | - Выпущен: август 1978 - Лейбл: Warner Bros / Curb - Кат. номер(а): BS 3233                           | 160   |
| Heaven Above Me                          | - Выпущен: ноябрь 1980 - Лейбл: MCA / Curb - Кат. номер(а): 5134                                      | —     |
| Romancing the '60s                       | - Выпущен: октябрь 2007 - Лейбл: Cherry Entertainment / Universal Motown - Кат. номер(а): B0009908-02 | 167   |